# Смерть фашизму, свобода народу!

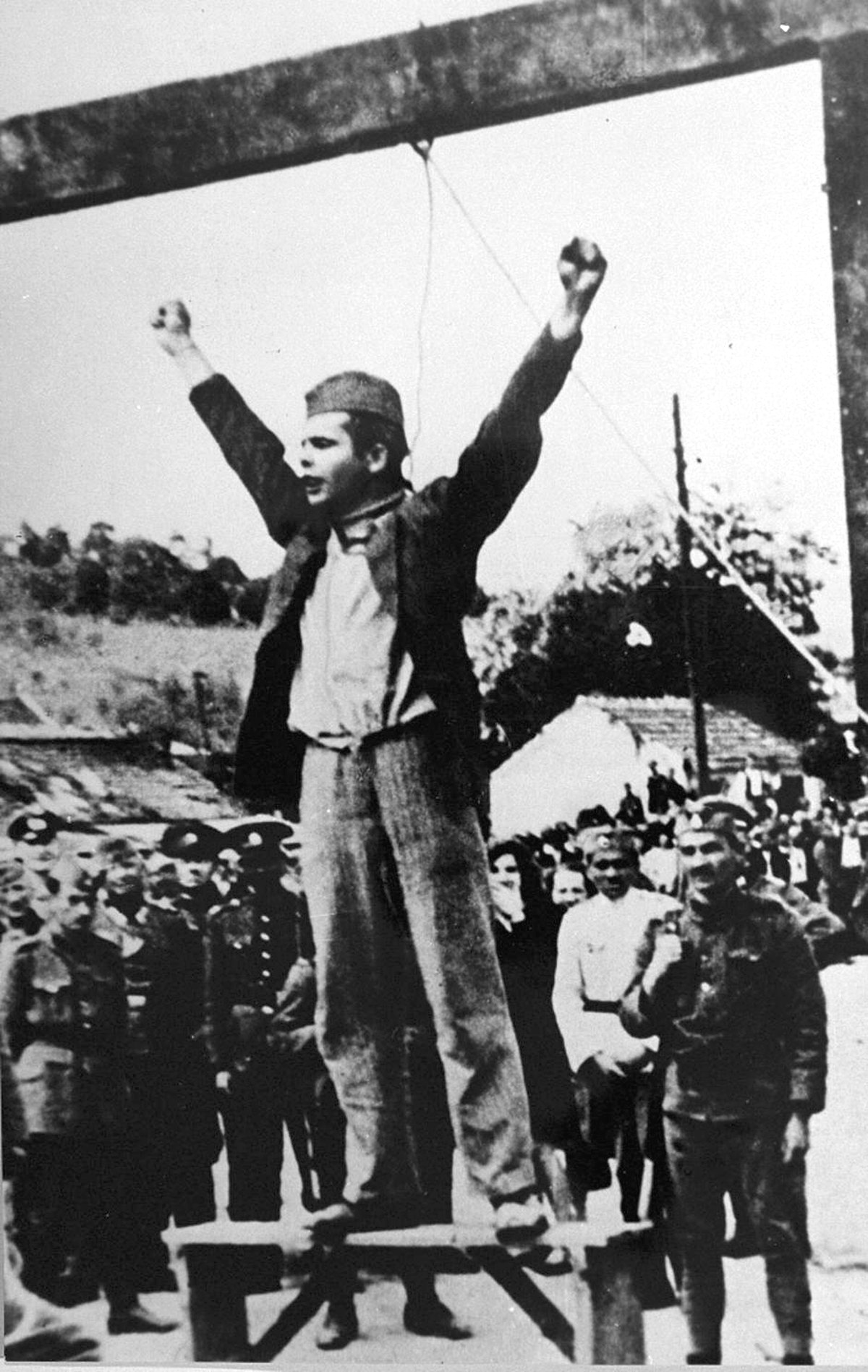
Степан Філіпович вимовляє слова «Смерть фашизму, свобода народу!» за кілька секунд до своєї загибелі

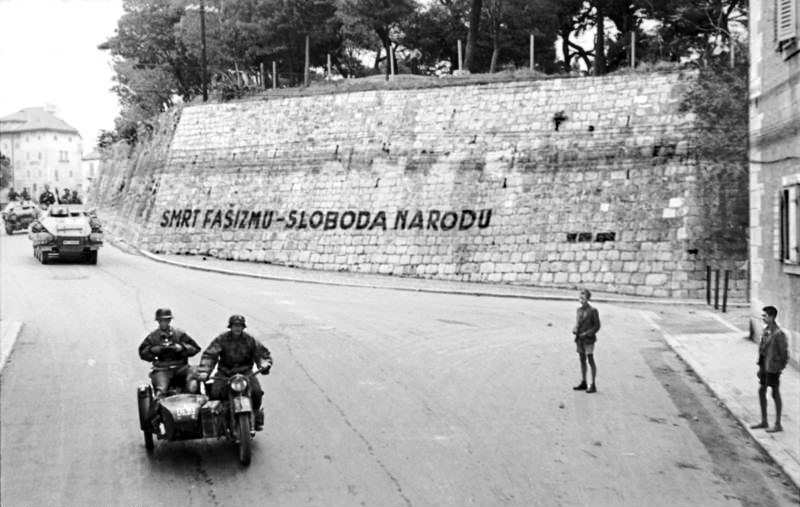
Смерть фашизму, свобода народу! — Слова, зображені на стіні в окупованому Сплітв, 1943

«Смерть фашизму, свобода народу!» (сербохорв. Smrt fašizmu, sloboda narodu! / Смрт фашизму, слобода народу! / Смрт фашизму, слобода народу! , серб. Смрт фашизму, слобода народу!, хорв. Smrt fašizmu, sloboda narodu!, босн. Smrt fašizmu, sloboda narodu!, чорн. Смрт фашизму, слобода народу! / Smrt fašizmu, sloboda narodu! Smrt fašiзму, sloboda narodu!, словен. Smrt fašizmu, svoboda narodu!, мак. Смрт на фашизмот, слобода на народот!, алб. Vdekje fashizmit, liri popullit!, болг. Смърт на фашизма, свобода на народа!) — бойовий клич і девіз югославських партизанів, які вели боротьбу проти німецько-фашистських окупантів під час Другої світової війни. Також часто цитувався у післявоєнній Югославії. Іноді скорочувався до абревіатури СФСН.

## Історія
У серпні 1941 в хорватській газеті Vjesnik, яка видавалася серед партизанів, з'явилася стаття з подібним заголовком. Однак справжня слава до цього вислову прийшла лише 22 травня 1942, коли німці проводили страту Степана Філіповича. Незадовго до страти фотограф встиг зробити кадр, на якому Степан Пилипович, піднявши кулаки вгору, вигукував прокляття на адресу нацистів, усташів та четників і вимовляв слова «Смерть фашизму, свобода народу!  Саме його слова і стали символом югославського антифашистського опору. Пізніше подібні фрази використовувалися албанськими та болгарськими партизанами, що боролися проти німців.

## Опис
У ході війни саме з цього вітання розпочинали своє спілкування більшість членів антифашистського руху в Югославії як в офіційній, так і неофіційній обстановці. Як правило, перша людина піднімала вгору стислий кулак і вимовляла «Смерть фашизму! », Другий повторював його жест і відповідав «Свобода народу!».